# 430 Dywizja Piechoty (III Rzesza)
430 Dywizja Piechoty (niem. 430. Infanterie-Division) – jedna z niemieckich dywizji piechoty. Utworzona w październiku 1939 roku w III Okręgu Wojskowym do kierowania jednostkami obrony krajowej. W marcu 1940 dywizja stacjonowała w miejscowości Brody, składała się z batalionów Landesschützen o numerach: 301, 310, 319 i 723. W maju tego roku sztab przerzucono do Holandii, a poszczególne bataliony rozdzielono między 429 i 431 Dywizje Piechoty. W lipcu 1940 dywizja została rozwiązana.